# Župnija Laporje
Župnija Laporje je rimskokatoliška teritorialna župnija dekanije Slovenska Bistrica Bistriško-Konjiškega naddekanata, ki je del nadškofije Maribor.

## Sakralni objekti
|    | slika | cerkev                                       | kraj / naselje   |
| -- | ----- | -------------------------------------------- | ---------------- |
| 1. |       | cerkev sv. Filipa in Jakoba župnijska cerkev | Laporje          |
| 2. |       | cerkev sv. Egidija podružnica                | Kočno ob Ložnici |
| 3. |       | kapela Srca Jezusovega kapela                | Žabljek          |

Na področju župnije stoji še mnogo kapelic, znamenj in križev.

## Zgodovina

### Pražupniji Konjice in Slivnica
Že v letih 1085−1096 se je iz očitno preobsežno zasnovane hočke pražupnije izdvojila najprej konjiška pražupnija, vsaj leta 1146 pa še slivniška pražupnija. Vse tri so leta 1146 kot pražupnije prvič pisno omenjene v isti, do danes ohranjeni listini patriarha Pelegrina I. (1130-1161) iz Ogleja.
Konjiška pražupnija, tudi velika župnija (Grosspfarrei), je takrat obsegala ozemlje, večje od obsega sedanje Konjiške dekanije, na vzhodu je meja potekala nad Tremi kralji na Pohorju, med Tinjem in Čadramom do potoka Ložnice, med cerkvijo sv. Egidija v Kočnem in Laporjem do Boča. Na jugu po razvodju Dravinje čez Tolsti Vrh, Dolgo Goro, čez Boč nekako do Poljčanskega potoka in do meje z župnijo Ponikva in naprej do ceste, ki poteka iz Dramelj v Žičko Kartuzijo.
Na zahodu je meja potekala pod Črešnjicami in nad Frankolovim, na grič sv. Križa, Golek in Bukovo goro in ob Dravinji navzgor do njenega izvira pod Roglo do srede Lazin, ter na severni strani po vrhu Pohorja do Javorskega vrha.
Do leta 1251 je konjiška župnija z Laporjem in Poljčanami segala vse do Ložnice, tega leta pa ju je župnik Peter (Plebanus sancti Georgii de Gonwiz) predal dominikanskemu samostanu v Studenicah v zameno za Tinje na Pohorju in Venčesl.

### Župnija Laporje
Cerkev v Laporju se v pisnih virih omenja leta 1251, ko je bila izločena iz konjiške pražupnije in dodeljena slivniški pražupniji. Okoli leta 1300 je bila ustanovljena župnija Laporje, zidana cerkev se omenja leta 1374. Leta 1911 je bila župnijska cerkev posvečena apostoloma sv. Filipu in sv. Jakobu.